# Guerre pubiche
Guerre pubiche (originale inglese Pubic Wars) è un gioco di parole sulle guerre puniche, coniato dal direttore di Playboy Hugh Hefner, per riferirsi alla rivalità tra la propria rivista erotica e Penthouse durante gli anni sessanta e settanta. Ogni rivista tentò di superare la rivale nel contenuto, con immagini sempre più "senza veli", ma mai esagerando nella crudezza.. Negli Stati Uniti del ventennio 1950-1970 si era diffusa l'opinione che le fotografie di nudo non fossero considerate pornografiche, eccetto quando venivano mostrati i peli pubici o, peggio ancora, i genitali. La fotografia "autorizzata" spesso si avvicinava a questa demarcazione, senza tuttavia superarla. Di conseguenza la presenza di peli pubici era di fatto proibita nelle riviste pornografiche statunitensi.

## Storia
Penthouse ebbe origine nel 1965 in Inghilterra e venne inizialmente distribuito solo in Europa. Nel settembre del 1969 venne lanciata la diffusione della rivista negli Stati Uniti, instaurando subito una rivalità con Playboy. Tuttavia, siccome la presenza della nudità nelle riviste era molto più tollerata in Europa rispetto all'America, quando Penthouse venne diffuso negli USA già pubblicava le parti intime dei soggetti. Lo stesso direttore della rivista Bob Guccione disse che "abbiamo iniziato a pubblicare i peli pubici e ciò è stato un grande passo in avanti".
Per mantenere la sua fetta di mercato Playboy si adattò, rischiando denunce per oscenità e lanciando di conseguenza le "Guerre pubiche". Playboy iniziò a mostrare accenni di peli pubici circa nove mesi dopo Penthouse (giugno 1970). Con il crescere della competizione tra le due riviste, le fotografie pubblicate divennero sempre più esplicite. Playboy, in ogni caso, aveva già pubblicato prima dell'arrivo di Penthouse negli States una fotografia nella quale si potevano intravedere i peli pubici, più precisamente nello speciale dedicato a Melodye Prentiss, "Miss Luglio" del 1968, circa 15 anni dall'esordio della rivista. Nel caso delle Playmate, invece, l'area pubica venne quasi sempre celata da un velo, una gamba o un oggetto. La prima Playmate a rivelare il primo corpo nudo frontalmente fu Marilyn Cole che nel 1972 era stata nominata "Miss Gennaio". Quando Hustler apparve sul mercato fin dal suo esordio nel 1974, superò sia Playboy che Penthouse nell'essere espliciti, mostrando diverse fotografie di organi genitali femminili.
In seguito, le due riviste scelsero differenti target per i loro contenuti. Playboy optò per divenire un'alternativa meno esplicita, "da sfogliare per gli articoli". Penthouse al contrario si indirizzò verso immagini più hard. Dalla nuova gestione installatasi nel 2004, anche Penthouse iniziò finalmente a cambiare ed a divenire anch'essa una rivista più moderata.